# Oruro
Oruro és una ciutat de Bolívia, capital del Departament d'Oruro. Té una població d'uns 250.700 habitants (2010) i es  a 3.706 metres sobre el nivell del mar, entre les ciutats de La Paz i Potosí.
La ciutat va ser fundada l'1 de novembre del 1606, per l'Oidor de la Reial Audiència de Charcas Manuel de Castro y Padilla, com un centre miner de plata en la regió dels Urus. Es va anomenar "Villa de San Felipe de Austria" en honor del monarca hispànic Felip III.